# L'Hôpital-d'Orion
L'Hôpital-d'Orion är en kommun i departementet Pyrénées-Atlantiques i regionen Nouvelle-Aquitaine i sydvästra Frankrike. Kommunen ligger i kantonen Sauveterre-de-Béarn som tillhör arrondissementet Oloron-Sainte-Marie. År 2022 hade L'Hôpital-d'Orion 131 invånare.

## Befolkningsutveckling
Antalet invånare i kommunen L'Hôpital-d'Orion
| Referens: INSEE |